# Aleksandr Gelfond
Aleksandr Osipovici Gelfond (în rusă: Алекса́ндр О́сипович Ге́льфонд; n. 24 octombrie 1906 la Sankt Petersburg – d. 7 noiembrie 1968 la Moscova) a fost un matematician rus, specialist în teoria numerelor și în teoria funcțiilor de variabilă complexă.
În 1931 este numit profesor la Universitatea de Stat din Moscova.
A fost membru corespondent Academiei Rusă de Științe și membru al PCUS.

## Activitate științifică
Lucrările sale realizează conexiunea dintre aritmetică și analiza matematică.
În 1949 s-a ocupat de teoria numerelor transcendente și a obținut rezultate remarcabile.
A rezolvat complet problema Euler-Gilbert.
A demonstrat că orice număr {\displaystyle \alpha ^{\beta },} unde {\displaystyle \alpha } este un număr algebric, iar {\displaystyle \beta } o număr irațional algebric, este un număr transcendent. 
Rezultatul îi poartă numele: Teorema lui Gelfond.
Astfel a rezolvat o problemă celebră de natură aritmetică a numerelor transcendente, propusă de Leonhard Euler în 1748, și anume dacă numărul {\displaystyle 5^{\sqrt {3}}} este transcendent.
A demonstrat că numerele {\displaystyle \alpha } și {\displaystyle \beta ^{\alpha }} nu pot fi simultan numere algebrice, exceptând cazul {\displaystyle \alpha =0.}
A prezentat teoria distribuțiilor sub o formă mai accesibilă.
S-a mai ocupat și de problemele generale ale aproximărilor diofantice.

## Scrieri
Câteva din scrierile sale au fost traduse și în română:
- 1954: Rezolvarea ecuațiilor în numere întregi
- 1955: Despre unele evaluări ale determinanților și repartiția valorilor proprii ale nucleelor.
- 1956: Calculul cu diferențe finite

1. ↑  In memoria (în engleză)
2. 1 2  Гельфонд Александр Осипович, Marea Enciclopedie Sovietică (1969–1978)[*]
3. ↑  MacTutor History of Mathematics archive, accesat în 22 august 2017
4. ↑  Aleksandr Osipovič Gelʹfond, Autoritatea BnF
5. ↑  Гельфонд Александр Осипович, Marea Enciclopedie Sovietică (1969–1978)[*]
6. ↑  Aleksandr Osipovich Gelfond, Encyclopædia Britannica Online, accesat în 9 octombrie 2017
7. 1 2 3 4  MacTutor History of Mathematics archive
8. ↑  , p. 247 http://mi.mathnet.ru/umn5768 Lipsește sau este vid: |title= (ajutor)
9. 1 2   https://prabook.com/web/alexander.gelfond/2564173 Lipsește sau este vid: |title= (ajutor)